# Setge de Girona de 827
El setge de Girona de 827 fou un conflicte armat al comtat de Girona durant la Revolta d'Aissó (segle ix) entre els comtes autòctons i els francs.

## Antecedents
L'ocupació àrab de Catalunya fou efímera i els musulmans, dependents de Còrdova, estaven governats per valís o representants emirals. Els visigots legitimistes del poder de Toledo foren expulsats i els prosarraïns ocuparen el poder, però al segle ix, amb la conquesta carolíngia de Catalunya, els francs dugueren els seus propis comtes i marquesos, que eren els visigòtics expulsats, i reaparegueren els conflictes entre els profrancs, que volen constituir un poder superior, i els proàrabs i els autòctons que s'hi negaren. Els francs establiren una sèrie de comtats que constituïen una marca: una franja de seguretat limitada per l'eix del Llobregat, que amb diverses fluctuacions, quedà definida amb la Conquesta de Barshiluna la primavera del 801. Aquest territori fou l'escenari continuat de ràtzies i conflictes.
La fidelitat dels magnats locals gots per conquesta de Barcelona fou recompensada per Lluís el Pietós amb el nomenament com a comte de Barcelona de Berà, un autòcton proper a les intencions de pau i manteniment de l'statu quo amb els veïns musulmans, però la seva tolerància contraposada als barons francs, significà la seva caiguda i l'arribada de comtes estrangers. Al franc Rampó el succeí Bernat de Tolosa que confirmava la línia dura i forana al capdavant dels comtats de Barcelona, Girona i Osona i significà l'inici de l'alçament d'Ayxun ibn Sulayman ibn Yaqdhan al-Arabí (Aissó) i Guillemó.
Fidels a Berà i encapçalades per Aissó, fill de Sulayman ibn Yaqdhan al-Kalbí al-Arabí, es revoltaren diverses guarnicions del Comtat d'Osona, tret del castell de Roda de Ter, situat a l'actual l'Esquerda, controlada per Galindo Belascotenes (Abenbelascot), un cap indígena i Aissó va destruir-la.
Aprofitant els primers èxits, els revoltats, a través dels valís de Saragossa i Lleida reberen l'ajut militar d'Abd al-Rahman II amb forces comandades per Ubayd Allah Abu Marwan que surt de Saraqusta el maig, que afegides a les tropes comtals de Guillemó i als contingents locals permeten emprendre el Setge de Barcelona, però no es produí complicitat amb els seus ciutadans i l'estiu del 827 s'alçà el setge.
L'emperador Lluís el Pietós, que sabia de l'atac musulmà, demanà al seu fill Pipí I d'Aquitània i als comtes Hug de Tours i Matfrid d'Orléans reclutar un exèrcit, però ho feren lentament, ja que el 27 de setembre les tropes, comandades per Pipí i Oliba I de Carcassona es trobaven entre Tolosa i Carcassona, de manera que Bernat hagué de fer front als rebels amb l'únic suport del seu germà Gaucelm i possiblement d'Asnar I Galí.

## Setge
Després del fracàs en unir Barcelona a la revolta, l'exèrcit es dirigí a Girona, on es presentà el 10 d'octubre. Acostant-se l'hivern, Ubayd Allah Abu Marwan i el seu exèrcit van retornar a territori musulmà amb un gran botí abans que l'exèrcit de socors avancés sobre els territoris de Bernat.

## Conseqüències
Els rebels abandonaven el país amb Ubayd Allah Abu Marwan el 827 cosa que significava el fracàs de la revolta.